# Stenoschmidtia
Stenoschmidtia is een geslacht van rechtvleugeligen uit de familie Euschmidtiidae. De wetenschappelijke naam van dit geslacht is voor het eerst geldig gepubliceerd in 1973 door Descamps.

## Soorten
Het geslacht Stenoschmidtia omvat de volgende soorten:
- Stenoschmidtia brevivalvatus Karsch, 1896
- Stenoschmidtia browni Descamps, 1964
- Stenoschmidtia brunneri Burr, 1899
- Stenoschmidtia elegans Descamps, 1967
- Stenoschmidtia taurus Rehn & Rehn, 1945